# Lista de freguesias do Algarve
Esta é uma lista de freguesias da subregião do Algarve, ordenadas alfabeticamente dentro de cada município e por população de 2011 e 2021, através dos censos.
A sub-região do Algarve pertence à região com o mesmo nome, que registou , que registou, através dos censos de 2021, uma população de 467.475 habitantes, dividido entre 16 municípios e em 67 freguesias.

## Freguesias por município
O Algarve é uma subregião dividido entre 16 municípios, sendo o município de Loulé com o maior número de fregesias da sub-região, tendo 9 freguesias, e o munícipo de São Brás de Alportel com o menor número de fregesias da sub-região, tendo uma única freguesia.
| Município                  | Número de freguesias |
| -------------------------- | -------------------- |
| Albufeira                  | 4                    |
| Alcoutim                   | 4                    |
| Aljezur                    | 4                    |
| Castro Marim               | 4                    |
| Faro                       | 4                    |
| Lagoa                      | 4                    |
| Lagos                      | 4                    |
| Loulé                      | 9                    |
| Monchique                  | 3                    |
| Olhão                      | 4                    |
| Portimão                   | 3                    |
| São Brás de Alportel       | 1                    |
| Silves                     | 6                    |
| Tavira                     | 6                    |
| Vila do Bispo              | 4                    |
| Vila Real de Santo António | 3                    |
| Algarve                    | 67                   |

## Lista de freguesias
Esta é uma lista de todas as 67 freguesias da sub-região do Algarve.
| Freguesia                        | Município                  | População | População |
| Freguesia                        | Município                  | 2011      | 2021      |
| -------------------------------- | -------------------------- | --------- | --------- |
| Albufeira e Olhos de Água        | Albufeira                  | 26.742    | 28.640    |
| Ferreiras                        | Albufeira                  | 6.406     | 7.264     |
| Guia                             | Albufeira                  | 4.376     | 4.752     |
| Paderne                          | Albufeira                  | 3.304     | 3.502     |
| Alcoutim e Pereiro               | Alcoutim                   | 1.134     | 1.109     |
| Giões                            | Alcoutim                   | 256       | 152       |
| Martim Longo                     | Alcoutim                   | 1.030     | 927       |
| Vaqueiros                        | Alcoutim                   | 497       | 333       |
| Aljezur                          | Aljezur                    | 3.365     | 3.456     |
| Bordeira                         | Aljezur                    | 432       | 368       |
| Odeceixe                         | Aljezur                    | 961       | 1.058     |
| Rogil                            | Aljezur                    | 1.126     | 1.164     |
| Altura                           | Castro Marim               | 2.195     | 2.106     |
| Azinhal                          | Castro Marim               | 522       | 479       |
| Castro Marim                     | Castro Marim               | 3.267     | 3.278     |
| Odeleite                         | Castro Marim               | 763       | 576       |
| Conceição e Estoi                | Faro                       | 8.176     | 8.332     |
| Faro                             | Faro                       | 44.578    | 46.310    |
| Montenegro                       | Faro                       | 8.149     | 8.614     |
| Santa Bárbara de Nexe            | Faro                       | 4.116     | 4.394     |
| Estômbar e Parchal               | Lagoa                      | 9.004     | 9.354     |
| Ferragudo                        | Lagoa                      | 1.973     | 1.969     |
| Lagoa e Carvoeiro                | Lagoa                      | 9.987     | 10.146    |
| Porches                          | Lagoa                      | 2.011     | 2.249     |
| Bensafrim e Barão de São João    | Lagos                      | 2.425     | 2.443     |
| São Gonçalo de Lagos             | Lagos                      | 22.095    | 23.671    |
| Luz                              | Lagos                      | 3.545     | 4.357     |
| Odiáxere                         | Lagos                      | 2.984     | 3.043     |
| Almancil                         | Loulé                      | 10.677    | 11.285    |
| Alte                             | Loulé                      | 1.997     | 1.743     |
| Ameixial                         | Loulé                      | 439       | 381       |
| Boliqueime                       | Loulé                      | 4.973     | 4.794     |
| Quarteira                        | Loulé                      | 21.798    | 24.428    |
| Querença, Tôr e Benafim          | Loulé                      | 2.713     | 2.520     |
| Salir                            | Loulé                      | 2.775     | 2.446     |
| Loulé (São Clemente)             | Loulé                      | 17.358    | 17.953    |
| Loulé (São Sebastião)            | Loulé                      | 7.433     | 6.823     |
| Alferce                          | Monchique                  | 441       | 391       |
| Marmelete                        | Monchique                  | 787       | 698       |
| Monchique                        | Monchique                  | 4.817     | 4.376     |
| Moncarapacho e Fuseta            | Olhão                      | 9.635     | 9.275     |
| Olhão                            | Olhão                      | 14.914    | 14.208    |
| Pechão                           | Olhão                      | 3.601     | 3.886     |
| Quelfes                          | Olhão                      | 17.246    | 17.270    |
| Alvor                            | Portimão                   | 6.154     | 6.322     |
| Mexilhoeira Grande               | Portimão                   | 4.029     | 4.311     |
| Portimão                         | Portimão                   | 45.431    | 49.263    |
| São Brás de Alportel             | São Brás de Alportel       | 10.662    | 11.266    |
| Alcantarilha e Pêra              | Silves                     | 4.972     | 5.004     |
| Algoz e Tunes                    | Silves                     | 6.491     | 6.857     |
| Armação de Pêra                  | Silves                     | 4.867     | 6.003     |
| São Bartolomeu de Messines       | Silves                     | 8.430     | 8.164     |
| São Marcos da Serra              | Silves                     | 1.352     | 1.114     |
| Silves                           | Silves                     | 11.014    | 10.671    |
| Cachopo                          | Tavira                     | 716       | 471       |
| Conceição e Cabanas de Tavira    | Tavira                     | 2.619     | 3.428     |
| Luz de Tavira e Santo Estêvão    | Tavira                     | 4.535     | 4.731     |
| Santa Catarina da Fonte do Bispo | Tavira                     | 1.809     | 1.873     |
| Santa Luzia                      | Tavira                     | 1.455     | 1.593     |
| Tavira                           | Tavira                     | 15.133    | 15.434    |
| Barão de São Miguel              | Vila do Bispo              | 451       | 589       |
| Budens                           | Vila do Bispo              | 1.520     | 1.854     |
| Sagres                           | Vila do Bispo              | 1.909     | 1.896     |
| Vila do Bispo e Raposeira        | Vila do Bispo              | 1.378     | 1.383     |
| Monte Gordo                      | Vila Real de Santo António | 3.308     | 3.197     |
| Vila Nova de Cacela              | Vila Real de Santo António | 3.902     | 3.874     |
| Vila Real de Santo António       | Vila Real de Santo António | 11.946    | 11.754    |